# Ozero Ryzjeje
Ozero Ryzjeje (ryska: Озеро Рыжее) är en sjö i Belarus. Den ligger i voblasten Hrodna voblast, i den nordvästra delen av landet, 110 km nordväst om huvudstaden Minsk. Ozero Ryzjeje ligger 133 meter över havet. Arean är 0,43 kvadratkilometer. Den sträcker sig 1,0 kilometer i nord-sydlig riktning, och 0,6 kilometer i öst-västlig riktning.
Omgivningarna runt Ozero Ryzjeje är en mosaik av jordbruksmark och naturlig växtlighet. Runt Ozero Ryzjeje är det ganska glesbefolkat, med 42 invånare per kvadratkilometer.